# Kostel Nejsvětější Trojice (Střelice)
Kostel Nejsvětější Trojice je římskokatolický chrám v obci Střelice v okrese Brno-venkov. Je chráněn jako kulturní památka České republiky.
Jádro střelického kostela je gotické, první nepřímá zmínka o existenci fary a kostela pochází z přelomu 14. a 15. století. Původní věž, postavená snad před rokem 1521, stála po boku lodi. V roce 1766 byla provedena pozdně barokní přestavba chrámu, kdy byla postavena kaple, kruchta, předsíň a v novém západním průčelí nová hranolová věž. Dalších úprav se kostel dočkal v průběhu 19. století, ještě v roce 1897 je uváděno původní zasvěcení svatému Jiljí. Roku 1932 došlo k rozšíření chrámu, kdy byla na místě presbytáře postavena příčná loď s novým, půlkruhově zakončeným kněžištěm.
Kolem kostela se nacházel hřbitov.
Je farním kostelem střelické farnosti.